# 16048 Eddiedai
A 16048 Eddiedai (ideiglenes jelöléssel (16048) 1999 JU23) a Naprendszer kisbolygóövében található aszteroida. A LINEAR projekt keretében fedezték fel 1999. május 10-én.